# Пренатальная и перинатальная психология
Прената́льная и перината́льная психоло́гия (др.-греч. peri — около, лат. natalis — относящийся к рождению) — наука о психической и психологической жизни нерождённого ребёнка или только что родившегося (наука о начальной фазе развития человека — пренатальной и перинатальной). Область знаний (подотрасль психологии развития), которая изучает обстоятельства и закономерности развития человека на ранних этапах: пренатальной (антенатальной), перинатальной (интранатальной) и неонатальной (постнатальной) фазах развития, и их влияние на всю последующую жизнь; один из разделов перинатологии.

## История
Перинатальная психология берёт начало из так называемой «житейской психологии», устанавливающей определённые требования к поведению беременной женщины в обществе и повседневной жизни. Культура предписывала беременной придерживаться нравственной чистоты, не обижать домашних животных, не красть и т. п., в связи с тем, что бытовало мнение о влиянии плохих поступков на будущую судьбу и здоровье ребёнка.
Официально создателем перинатальной психологии считается психолог и психоаналитик Густав Ханс Грабер (англ. Dr. phil. Gustav Hans Graber, ученик З. Фрейда), который в 1971 году инициировал в Вене создание «Общества по пренатальной психологии» и исследовательской группы по пренатальной психологии, после чего в 1982 году во Франции была создана Национальная ассоциация пренатального воспитания (ANEP) как база для похожих организаций в других странах, в дальнейшем объединившихся в Международную ассоциацию перинатального образования после первого Американского конгресса по пренатальному воспитанию в Торонто в 1983 году, организованного доктором Т. Верни (психиатром).
В 1986 году в Бодгайстене, Австрия, прошёл первый Международный конгресс, где рассматривались вопросы профилактики психологии и аспекты социально ориентированных профессий, и создана Международная ассоциация пренатальной и перинатальной психологии и медицины (англ. International Society for Prenatal and Perinatal Psychology and Medicine — ISPPM), первым президентом которой избран швейцарский профессор Густав Ханс Грабер. С 1989 года каждые четыре года на английском и немецком языках издается Международный журнал пренатальной и перинатальной психологии и медицины, основанный П. Федор-Фрейбергем.
В России пренатальная психология появилась с первой Санкт-Петербургской конференции по перинатальной психологии в акушерстве 1994 года, проведённая в роддоме № 12 Санкт-Петербурга. Первая Ассоциация перинатальной психологии и медицины (АППМ) зарегистрирована в 1994 году в Иванове. В 1998 году в Международном институте психологии и управления (МИПУ) создана Российская ассоциация перинатальной психологии и медицины, председателем которой избран профессор Г. И. Брехман, его заместителем — Н. П. Коваленко. С 2004 года в Москве издаётся ежеквартальный научно-практический журнал «Перинатальная психология и психология родительства».

## Структура
Выделяют три фазы:
- пренатальная (внутриутробная) — с 22 недели беременности до начала родовой деятельности;
- интранатальная — с начала родовой деятельности до её окончания;
- постнатальная (ранняя неонатальная) — первая неделя жизни ребёнка[4][2][1].

По И. В. Добрякову пренатальная психология разделяется на общую, медицинскую (клиническую) и специальную, а также в зависимости от этапа репродуктивного процесса:
- психология зачатия;
- психология беременности;
- психология родов;
- психология раннего постнатального периода[8].

## Концепция
Основным объектом перинатальной психологии является не ребёнок отдельно и не его родители сами по себе, а их общность, представленная диадой детско-родительского взаимодействия на ранних этапах развития, так называемая система «мать-дитя», определённая Р. Шпицем
Исследованиями установлена действенная профилактика психофизиологических и физических отклонений на этапе пренатальной стадии жизни, снижающая смертность и вероятность преждевременных родов. «Пренатальное» воспитание родителей состоит в моделировании материнских и отцовских чувств, созревающих гораздо раньше, чем представлялось до сих пор, осознании ответственности за собственное здоровье и здоровье ещё нерождённого (незачатого) ребёнка. Цели просвещение будущих родителей в вопросах здорового образа жизни, репродуктивного здоровья, сознательного материнства и отцовства и гармоничное развитие будущих детей.

## Теоретические подходы к обоснованию перинатальной психологии
Множество взглядов на теоретическое обоснование перинатальной психологии послужило разделению подходов на:
- Эклектически-дилетантский подход. Обоснование теории перинатальной психологии лицами, не имеющими никакого отношения к психологии. Характеризуется ограниченным представлением о перинатальной психологии, эффективность оценивается по собственным впечатлениям и отзывам беременных (как правило положительным).
- Медико-редукционистский подход. Характеризуется поверхностным подходом врачей-акушеров к пониманию психологии, проблемы объясняются только биологическими причинами.
- Психолого-редукционистский подход. Отличается наличием стройной теоретической базы, но в противоположность медико-редукционистского подходу считается, что течение репродуктивного процесса определяется по большей части психологическим состоянием партнёров, и поэтому при появлении проблем необходима прежде всего психокоррекция. Биологическим, физиологическим, медицинским трудностям уделяется мало (или вообще никакого) внимания.
- Интегративный биопсихосоциальный подход. Сочетание биологических, психологических и социальных построений в единой теоретической модели, направленной на более полное понимание закономерностей и взаимосвязей процессов, связанных с репродукцией. В России получили распространение биопсихосоциальные модели, предложенные независимо друг от друга Г. Г. Филипповой и И. В. Добряковым[11].
- Ресурсный подход является продолжением развития перинатальной психологии и психотерапии в сотрудничестве с акушерством. Концептуальные позиции: объект исследования - ресурсы семейной системы, предмет исследования - ресурсы репродуктивной системы. Авторская модель проф., д.пс.н. Коваленко Н.П.

## Комментарии
1. ↑  По другим данным 27 марта 1997 года[7].